# 751 Faina
A 751 Faina (ideiglenes jelöléssel 1913 RK) a Naprendszer kisbolygóövében található aszteroida. Grigorij Nyeujmin fedezte fel 1913. április 28-án.